# Nordiske agrarpartier
De nordiske agrarpartier, nutidens nordiske centerpartier eller datidens nordiske bondepartier er agrariske politiske partier, som tilhører en politisk tradition, som er speciel for de nordiske lande. De positionerer sig selv som værende i centrum af det politiske spektrum, men besidder roller, som er karakteristiske for de nordiske lande, hvilket gør det svært at definere dem på konventionel, politisk ideologisk vis.
Disse partier er ikke-socialister og er typisk forankret i mindre virksomheder, politisk decentralisering, økologisme og sommetider også skepticisme i forhold til Den Europæiske Union. Partierne har forskellige synspunkter på det frie marked. Internationalt er de mest knyttet til Alliancen af Liberale og Demokrater for Europa (ALDE) og Liberal International.
Bondepartierne oplevede efter 2. verdenskrig et faldende antal bønder, hvilket fik dem til også at sætte fokus på andre områder og segmenter i samfundet. På dette tidspunkt ændrede de deres navne, tre af partierne ændrede navn til Centerpartiet, det finske centerparti var det sidste i 1965. I dag er de primære agrariske partier Centerpartiet i Sverige, Venstre i Danmark, Centerpartiet i Finland, Senterpartiet i Norge og Progressivitespartiet i Island. 

## Historie
I forhold til Kontinentaleuropa har bønderne i Norden historisk set haft en ikke-parallel grad af politisk indflydelse, hvor de ikke bare har været uafhængige, men også været repræsenteret som den fjerde statsmagt i nationalforsamlinger som den svenske Riksdag. De agrariske bevægelser går således gennem århundreder forud for arbejderbevægelsen i Sverige, Danmark, Finland og Norge.
Det første af partierne Venstre blev etableret i 1870 som et liberalt skattemodstander-bondeparti. De resterende partier opstod i begyndelsen af 1900-tallet, ansporet af indførelsen af valg og proportionel repræsentation i regionen. Finlands agrariske liga var det første i 1906, efterfulgt af det agrariske parti i Norge i 1915. Det svenske agrariske parti er etableret i 1921 og opstod fra det eksisterende landmandsparti og dets splittede grupper.
Eftersom antallet af bønder faldt i Skandinavien, så udviklede partierne sig til at blive allemandspartier, som også appellerede til vælgere i byerne. Det svenske agrariske parti skiftede i 1958 navn til Centerpartiet. De norske og finske partier indførte det samme navn i henholdsvis 1959 og 1965.

## Ideologi
Partiernes holdninger til det frie marked og økonomisk liberalisme er forskellige. Hvor det norske Senterpartiet og det islandske Progressivitetsparti er imod økonomisk liberalisering,, så er de andre for det frie marked. Især Venstre er for det frie marked og fokuserer på økonomisk vækst og produktivitet. Pga. denne forskel beskrives Venstre sommetider i akademisk litteratur som en halvsøster til de nordiske agrare partier. Ikke desto mindre beskriver alle partierne sig som ikke-socialister', mens de også distancerer sig fra betegnelsen borgerskabspartier', som er reserveret for konservative og liberale partier.
De fleste af partierne har traditionelt været euroskeptiske i deres respektive lande.
Senterpartiet i Norge er det mest euroskeptiske og er modstander af medlemskab af EU, hvilket det har været siden 1972. Progressivitetspartiet i Island har historisk set været modstander af islandsk EU-medlemskab, men skiftede i januar 2009 til at være for EU-medlemskab. Venstre i Danmark er for EU og tilhængere af Eurozonen.

## Politisk støtte
Efter oprindeligt at være støttet af bønder får centerpartierne i dag en mindre andel af deres stemmer fra landmænd. Det finske centerparti får i dag omkring 10 % af stemmerne fra landmænd, mens Venstre fik 7 % af sine stemmer fra landmænd ved valget i 1998.

## Partier
| Nuværende nordiske agrarpartier: - Sverige: Centerpartiet - Sverige: Landsbygdspartiet oberoende - Danmark: Venstre - Finland: Centern i Finland - Norge: Senterpartiet - Island: Progressivitetspartiet - Færøerne: Sambandsflokkurin (Unionspartiet) - Grønland: Samhørighed - Åland: Åländsk Center | Lignende agrariske centerpartier findes i de baltiske lande og i Polen: - Estland: Centerpartiet - Letland: Latvijas Zemnieku savienība - Litauen: Liberala centerunionen - Polen: Polens Folkeparti, alternativt Polske bondeparti (Polens Folkeparti skiller sig ud fra de andre af partierne ved at være et nationalistisk kristendemokratisk parti og medlem af Europæisk Folkeparti). |

Historiske agrariske partier inkluderer:
- Danmark: Bondevennernes Selskab
- Danmark: Bondepartiet[10]
- Finland: Landdistriktspartiet[11]